# John F. Link senior
John F. Link senior (* 22. März 1901 in Alabama; † 8. April 1968 in Los Angeles, Kalifornien) war ein US-amerikanischer Filmeditor und Filmregisseur, der ein Mal für den Oscar für den besten Schnitt nominiert war.

## Leben
Link begann seine Laufbahn in der Filmwirtschaft Hollywoods 1930 bei dem Kurzfilm Pick ’Em Young von Monte Carter mit Robert Agnew, Mary Hutchinson und Mona Ray in den Hauptrollen.
Bei der Oscarverleihung 1944 wurde Link gemeinsam mit Sherman Todd für den Oscar für den besten Schnitt nominiert, und zwar für Wem die Stunde schlägt (For Whom the Bell Tolls, 1943) nach dem gleichnamigen Roman von Ernest Hemingway, den Sam Wood mit Gary Cooper, Ingrid Bergman und Katina Paxinou inszenierte.
Link, der bis zum Ende seiner Laufbahn im Jahr 1959 an der Herstellung von 45 Filmen mitarbeitete, inszenierte als Regisseur den Kriminalfilm Devil’s Cargo (1948) mit John Calvert, Rochelle Hudson und Roscoe Karns sowie den Western Call of the Forest (1949) mit den Hauptdarstellern Robert Lowery, Ken Curtis und Chief Thundercloud.
Sein Sohn ist der US-amerikanische Filmeditor John F. Link.

## Filmografie (Auswahl)
- 1937: Die Spielhölle von Wyoming (Born to the West)
- 1939: Geronimo, die Geißel der Prärie (Geronimo)
- 1943: Wem die Stunde schlägt (For Whom the Bell Tolls)
- 1944: Knickerbocker Holiday
- 1958: Raumrakete X 7 (Space Master X-7)
- 1959: Der unmoralische Mr. Teas (The Immoral Mr. Teas)